# 圣嘉勒修道院 (萨拉拉卡内达)

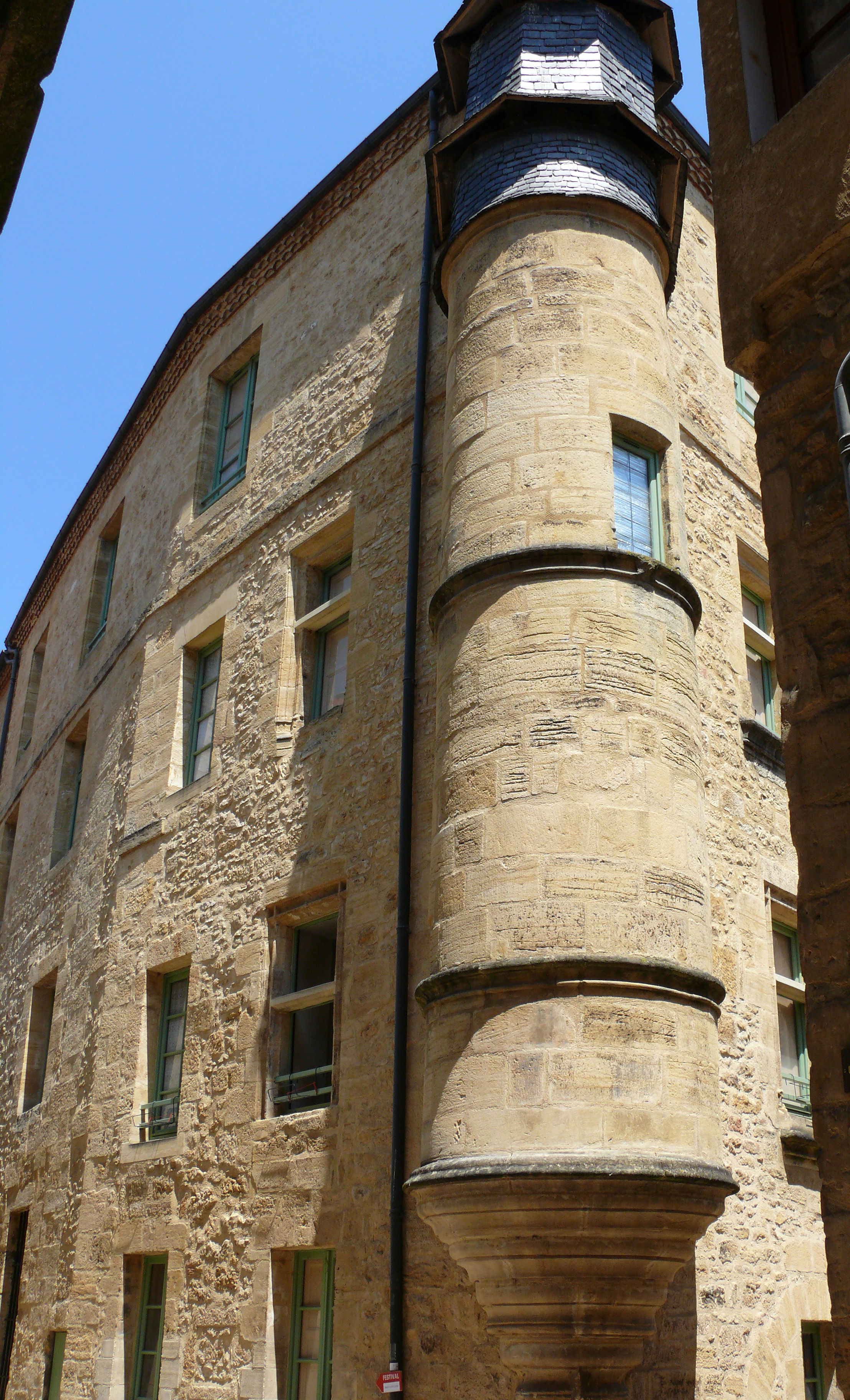

圣嘉勒修道院（couvent Sainte-Claire）位于新阿基坦大区多尔多涅省萨拉拉卡内达，卢梭街和 La-Boétie街的拐角处。

## 历史
1621年，来自图勒的贫穷修女会修女来到萨拉，萨尔拉主教类斯二世接收了她们。这个修会致力于资产阶级和贵族的年轻女孩的教育。
修道院包括两座直角连接的楼房。南翼的历史可以追溯到14世纪，而西翼沿着卢梭街，建于17世纪。
大革命期间，修道院关闭，贫穷修女会离开。1793年，修道院变成了监狱。
在学校关闭后，该建筑已经出售。
修道院的立面和屋顶在1944年2月25日列入历史古迹补充清单。